# Yasmina Zaytoun
Yasmina Zaytoun (ياسمينة زيتون), née le 26 octobre 2002 à Kfarchouba, est une mannequin libanaise, lauréate du concours  Miss Liban 2022, élue 1re dauphine de Miss Monde 2023.

## Biographie
Zaytoun est née et a grandi à Kfarchouba, Nabatieh. Elle est une fille d'Asmahan Alhelali. Zaytoun est entrée à l'Université Notre-Dame-de-Louaizé à Zouk Mosbeh pour poursuivre une licence en journalisme. En janvier 2021, elle a reçu sa certification de présentatrice de télévision de l'Al Jazeera Media Institute, basé à Doha, au Qatar. En avril 2021, elle a commencé à animer une émission éducative intitulée With Yasmina Show.
Le 24 juillet 2022, Zaytoun a représenté Kfarchouba à Miss Liban 2022, a affronté 17 autres candidates au Forum de Beyrouth à Beyrouth où elle a remporté le titre et succédé à Maya Reaidy. En tant que gagnante de Miss Liban 2022, Zaytoun a représenté le Liban aux concours Miss Univers 2022 et Miss Monde 2023. Le 9 mars 2024, elle est élue 1re dauphine de Miss Monde 2023.